# Szent Borbála híd
A Szent Borbála híd vagy Drégelypalánk–ipolyhídvégi Ipoly-híd (szlovákul Most Svätej Barbory) közúti híd az Ipoly felett Magyarország és Szlovákia határán, Drégelypalánk és Ipolyhídvég (Ipeľské Predmostie) között.

## Neve
Nevét Szent Borbáláról kapta. Az elnevezést a szlovák féllel történt egyeztetést követően, az Építési és Közlekedési Minisztérium előterjesztése alapján, a Földrajzinév-bizottság 2023. november 6-án hagyta jóvá.

## Fekvése
Az Ipoly határfolyó felett ível át a 72+946 kilométerszelvényben. Magyarországon Nógrád vármegyében, a Balassagyarmati járásban, Szlovákiában a Besztercebányai kerületben, a Nagykürtösi járásban helyezkedik el.

## Története

### Előzmények
Ezen a helyen hosszú idő óta áll híd az Ipolyon: Ipolyhídvég erre utaló nevét 1252-ben említik először. Egy 1617-es, Drégely várát ábrázoló metszeten is látszik a Palán és Hídvég között a lapos ártéren át húzódó hosszú fahíd. Az ilyen hidakat az árvíz vagy jégzajlás rendszeresen tönkretette, de ezzel együtt fontos volt az itt húzódó kereskedelmi út számára, mely a felföldi területeket kötötte össze Váccal és Pesttel. 

### Klasszicista kőhíd (19. század első fele – 1944)
A 19. század első felében klasszicista kőhíd épült itt, mely mind a keletkezés idejét, mind kialakítását tekintve rokonítható a hortobágyi kilenclyukú híddal. Ez a folyó felett három magasabb, csúcsos formájú ívvel vezetett át, melyhez két végén egy-egy alacsonyabb és laposabb ártéri ív kapcsolódott. Egy 1852-es kataszteri térképen már szerepel, így ekkor már biztosan állt. 1938 októberében, a müncheni egyezmény hírére a csehszlovák hadsereg lezárta és elaknásította, de ezt később eltávolították. Az első bécsi döntés után, november 8-án ezen vonult be a magyar hadsereg a visszakapott felvidéki területekre. 1944. december 8-án a védekező német hadsereg az egyik ívét felrobbantotta, majd két nappal később a szovjet 2. Ukrán Front átkelése során vívott tűzharcban teljesen elpusztult.

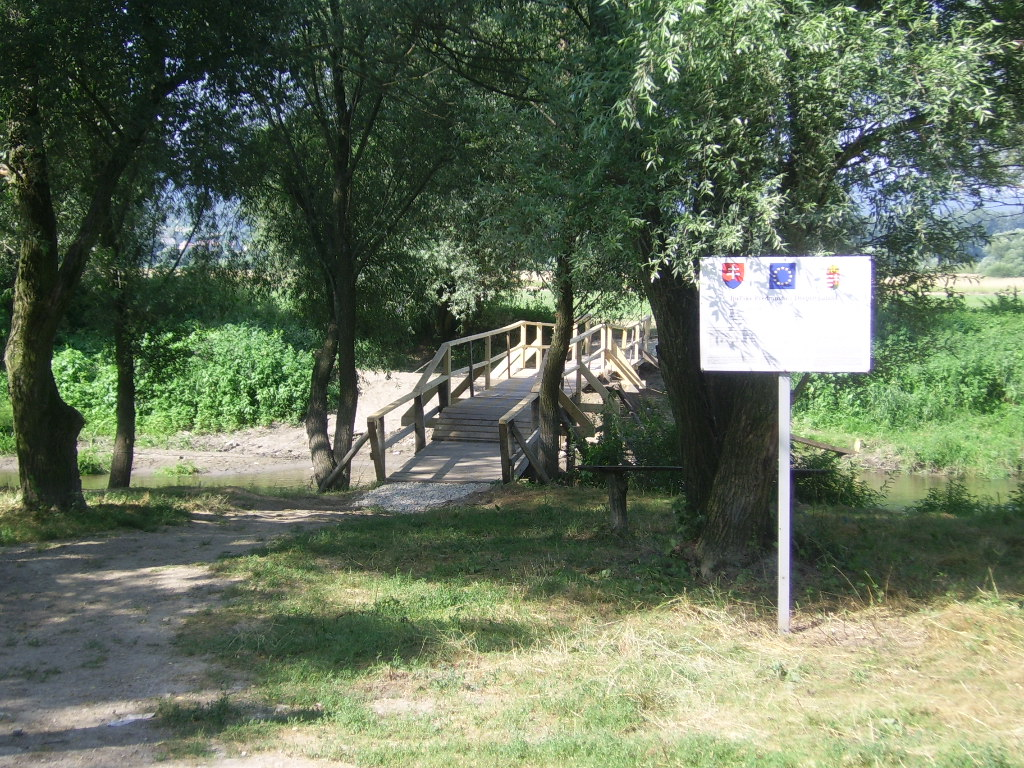
Gyaloghíd 2009-ben

### Szent Borbála híd (2024–)
A magyar kormány 2016 januárjában döntött az Európai Unió 2014–2020. évi programozási időszakában a határátkelőkhöz vezető közutakon és vízi átjárókon megvalósítandó fejlesztésekről, melyek között szerepelt a Drégelypalánk és Ipolyhídvég között létesítendő Ipoly-híd is.
Az új híd engedélyezési terveit a Speciálterv Kft., a kiviteli terveket a Roden Mérnöki Iroda Kft. és a Pont-Terv Zrt. készítette.
Az alapkövet 2022 áprilisában tették le. A hidat a Colas Közlekedésépítő Zrt., az 1017 m hosszú, 2×1 sávos magyar oldali csatlakozó utat a Colas Út Zrt. kivitelezte. Ennek során egy szintbeni normál csomópontot és a Vác–Balassagyarmat-vasútvonalon egy szintbeni vasúti kereszteződést is kialakítottak. A mintegy 170 m hosszú szlovákiai oldali csatlakozó utat a BVT-STAV s.r.o. építette. A beruházás költsége 2,6 milliárd forint volt, az Európai Unió  társfinanszírozásával (konkrétan az Interreg V-A Szlovákia-Magyarország Együttműködési Program keretében, az Európai Regionális Fejlesztési Alapból).
Az építkezés során, 2022-ben az ipolyhídvégi oldalon, a folyóparti szemétfeltöltés és bozót alól szinte teljes épségben előkerült a régi kőhíd szélső íve. Ezt az építkezés miatt el kellett bontani, de előtte régészeti feltárásra, építészettörténeti kutatásra és 3D szekennelésre került sor.
A projektzáró eseményt 2024. január 12-én tartották, bár ekkor az Ipoly áradása miatt a forgalom előtt még ténylegesen nem lehetett megnyitni. Az ünnepélyes átadásra március 11-én került sor.
A híd átadásával a két település közötti, korábban kerülővel 24 kilométeres út vált feleslegessé.

## Jellemzők
A híd 48,5 méter szabad nyílású vasbeton pályalemezzel merevített, 2 főtartós alsópályás acél ívhíd. A hidat a személy- és a 3,5 tonna össztömeget meg nem haladó teherforgalom használhatja, és kétirányú gyalogúttal is rendelkezik.